# فيكتور ديف
فيكتور ديف هو صحفي بلجيكي، ولد في 25 فبراير 1845 في نامور في بلجيكا، وتوفي في 31 أكتوبر 1922 في باريس في فرنسا.